# 苦竹乡
苦竹乡，是中华人民共和国湖北省黄冈市黄梅县下辖的一个乡镇级行政单位。

## 行政区划
苦竹乡下辖以下地区：
安山村、养马岭村、后山铺村、石堰村、徐碾村、余塘岭村、苦竹口村、吕世贵村、柳塘村、杨谷志村、七里畈村、郑友村、张享堂村、塔木桥村、油铺街村、柳新屋村、弹子岭村、牛牧山村、梅狮岭村、小溪村、红苏村、老祖村、中垸桥村、下垸畈村、乌珠尖村和红花寨村。